# Dicke Eiche (Kottenforst)

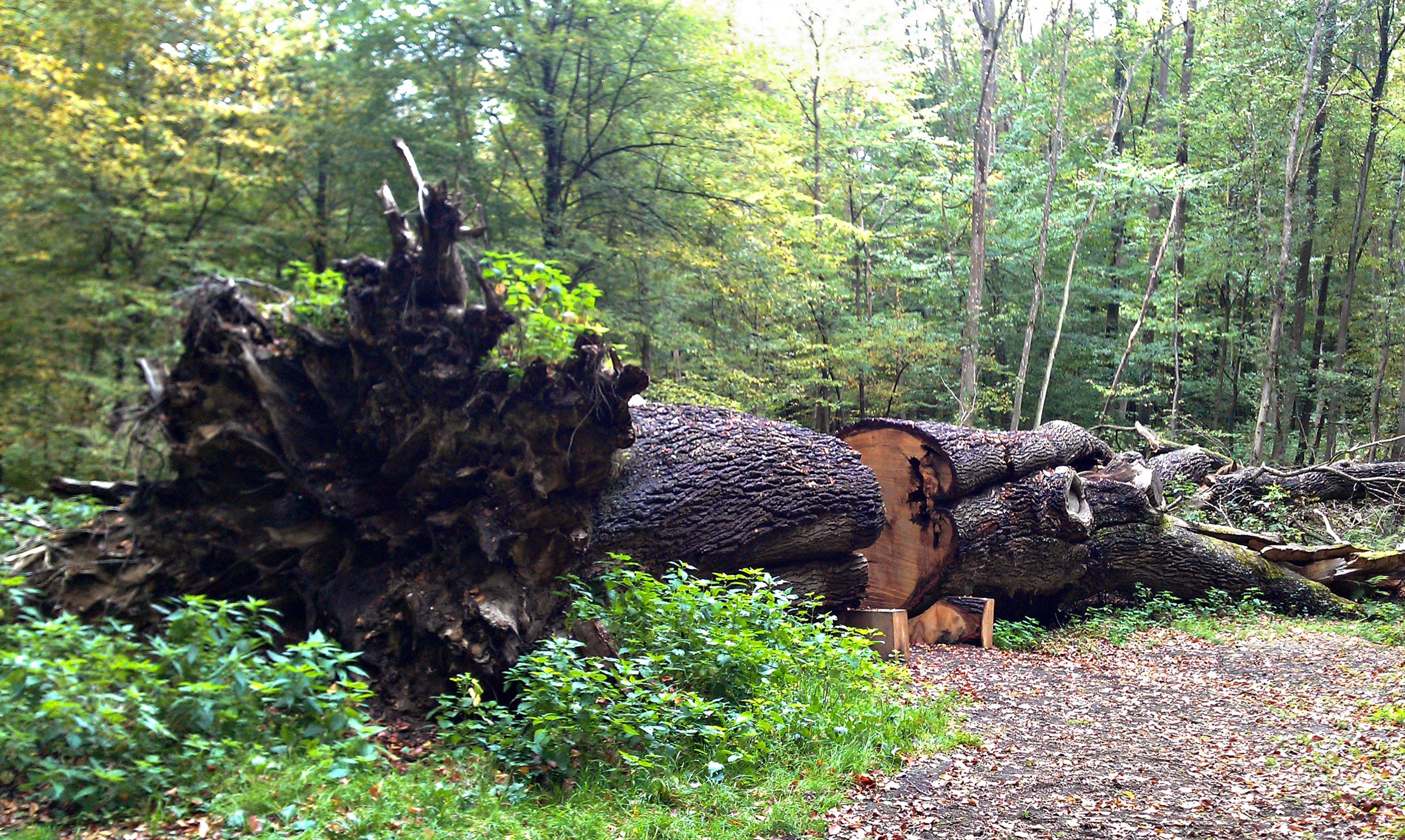
Dicke Eiche im Kottenforst bei Bonn.

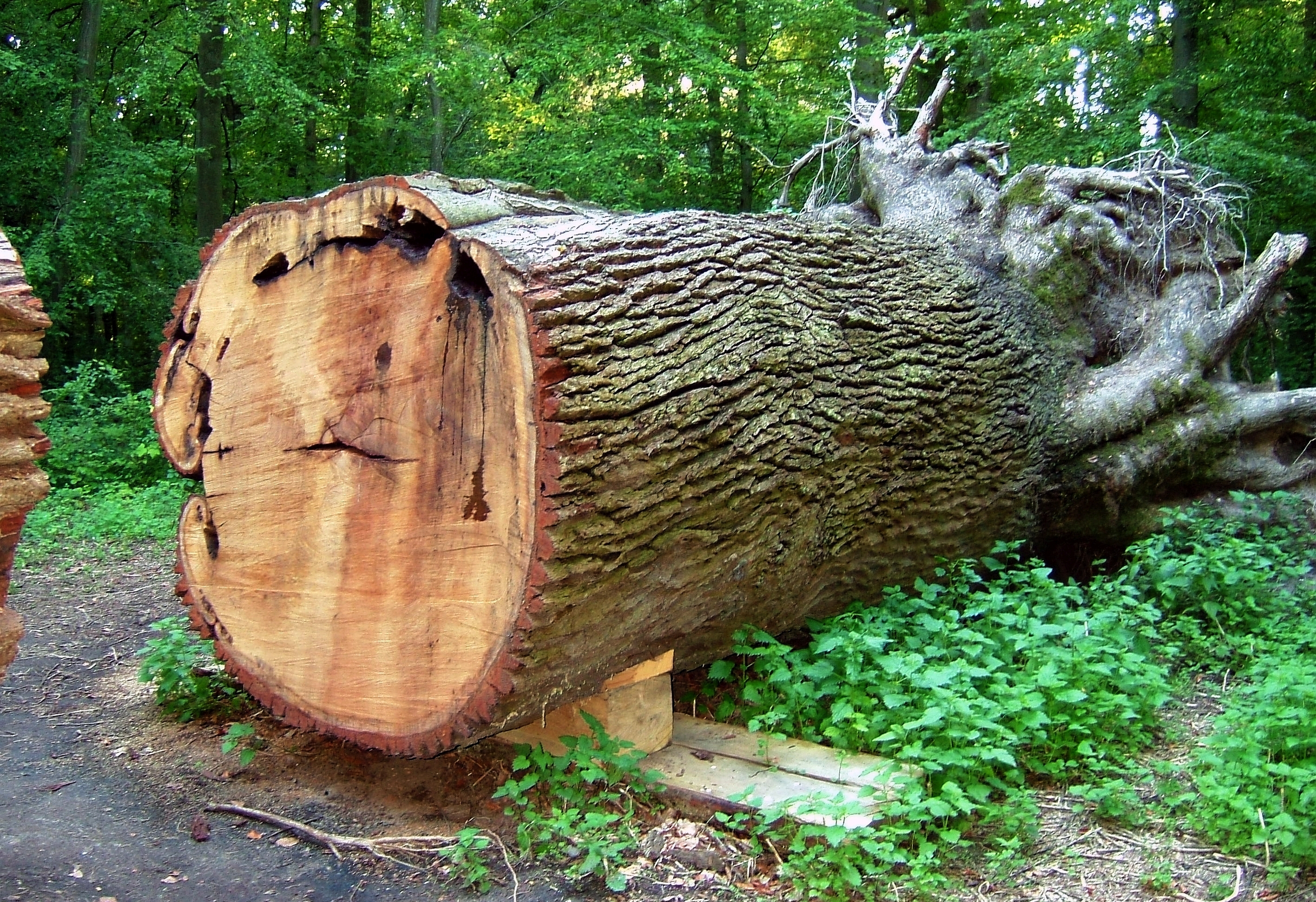
Dicke Eiche (Kottenforst) – Detail

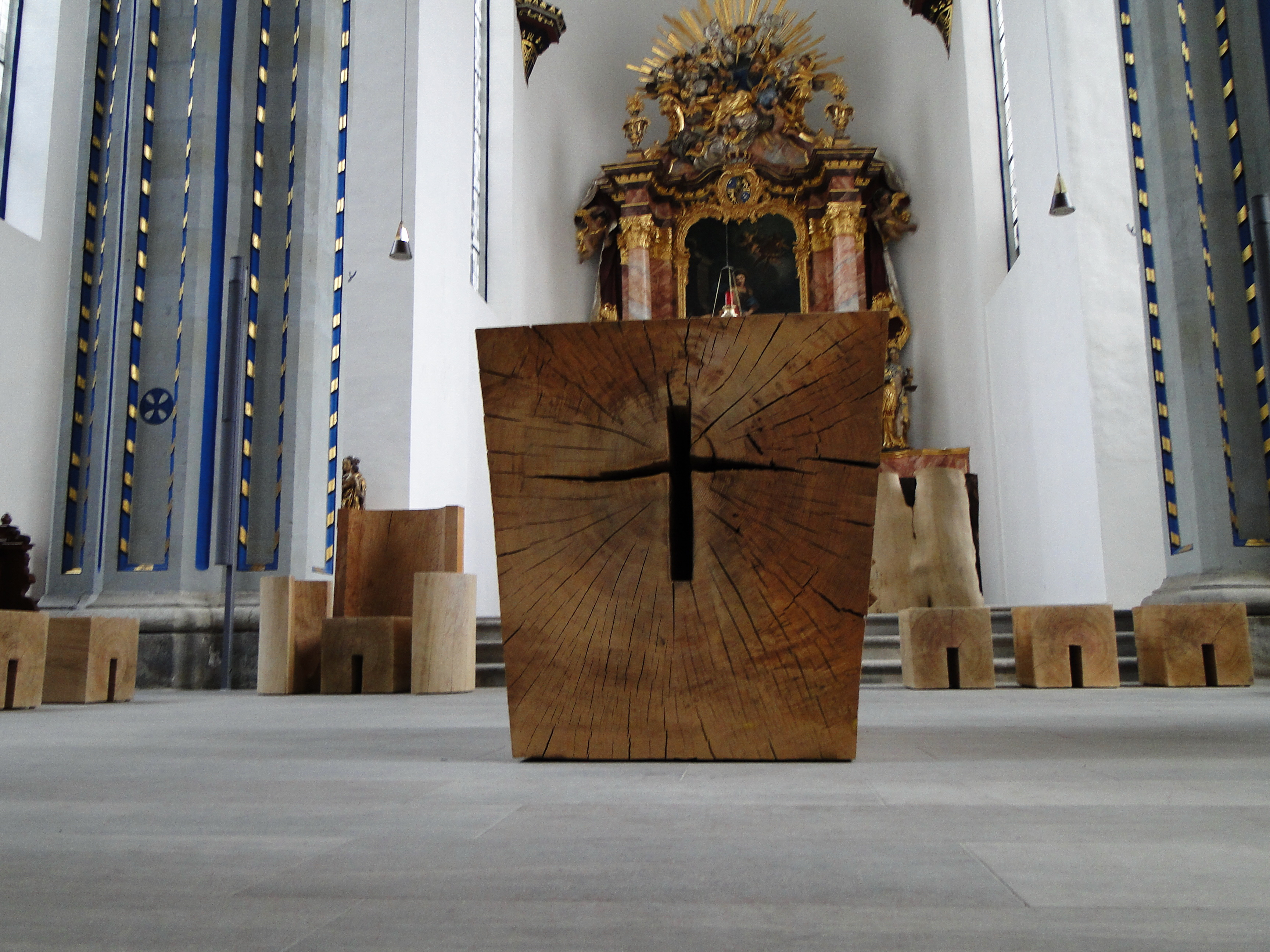
Altar von Klaus Simon in der Namen-Jesu-Kirche

Die Dicke Eiche ist ein Naturdenkmal im Kottenforst in Bonn.
1993 übernahm der damalige Bundesminister für Ernährung, Landwirtschaft und Forsten Jochen Borchert eine vom Kuratorium alte liebenswerte Bäume in Deutschland initiierte Baumpatenschaft.
Der damals rund 300 Jahre alte Baum fiel im Dezember 2010 unter der Schneelast um und wurde 2011 aufgebockt, damit das Holz nicht so schnell verrottet und die Eiche somit länger als Naturdenkmal erhalten werden kann. Die Eiche liegt am „Communicationsweg“ zwischen Röttgen und Villiprott.
Einen Teil des Baumes formte der Bildhauer Klaus Simon zu einem Altar und anderen sakralen Gegenständen (Prinzipalien) für die Namen-Jesu-Kirche in Bonn.